# Algernon Charles Swinburne
Algernon Charles Swinburne (5. dubna 1837 Londýn – 10. dubna 1909 Londýn) byl anglický básník.

## Životopis
Pocházel ze starobylého rodu, jemuž král Karel I. Stuart udělil baronetský titul. Absolvoval Eton College, studia na Oxfordské univerzitě nedokončil. Značný vliv na něj měly cesty po evropském kontinentu i pobyt na rodinném sídle v Northumberlandu, přátelil se s prerafaelity, vedl divoký bohémský život. Jeho život byl poznamenán závislostí na alkoholu a masochistickými sklony, pečoval o něj spisovatel Theodore Watts-Dunton, který ho chránil před nejhoršími excesy. Swinburne patřil k představitelům literární dekadence, jeho poezie se vyznačuje velmi propracovanou formální stránkou i ve své době šokujícími tématy jako je homosexualita, kanibalismus, nenávist k Bohu nebo touha po smrti. Často vycházel námětově z antické mytologie. Kromě básní psal dramata a eseje, podílel se také editorsky na jedenáctém vydání Encyclopædie Britannicy. Byl neúspěšně navržen na Nobelovu cenu za literaturu.

## Zajímavost
Daniel Keyes podle něho nazval myš ve svém románu Růže pro Algernon.